# Bărbați în Negru Internațional
Bărbați în Negru Internațional (titlu original: Men In Black: International, stilizat ca MIB: International în materialele promoționale) este un film de acțiune științifico-fantastic de comedie american, regizat de F. Gary Gray după un scenariu de Art Marcum și Matt Holloway. Este un spin-off al seriei de filme Men in Black, care se bazează în mod liber pe seria de benzi desenate Malibu/Marvel cu același nume de Lowell Cunningham. În film joacă actorii Chris Hemsworth, Tessa Thompson, Kumail Nanjiani, Rebecca Ferguson, Rafe Spall, Laurent și Larry Bourgeois și Liam Neeson. Emma Thompson a reluat rolul din cel de-al treilea film, în timp ce Tim Blaney se întoarce ca vocea lui Frank the Pug din primele două filme. 
Discuții despre producerea unui al patrulea film Men in Black au început după lansarea lui Men in Black 3 în 2012. În februarie 2018, Hemsworth a semnat să joace rolul principal într-un spin-off în timp ce Gray a fost angajat să regizeze, iar Thompson s-a alăturat distribuției luna următoare. Filmările au avut loc în New York, Maroc, Italia și Londra, din iulie până în octombrie 2018. 
Men in Black: International a fost lansat cinematografic în Statele Unite la 14 iunie 2019 de către Sony Pictures Release, sub eticheta Columbia Pictures. Filmul a încasat 251 de milioane de dolari la nivel mondial și a primit recenzii în general nefavorabile din partea criticilor, care au criticat „acțiunea lipsită de luptă și scenariul șters”, deși a fost lăudată chimia dintre Hemsworth și Thompson. 